# Mircea Dușa
Mircea Dușa (n. 1 aprilie 1955, Toplița, Regiunea Autonomă Maghiară, România – d. 19 decembrie 2022, Târgu Mureș, România) a fost un politician român, membru al Parlamentului României. Din anul 2012 a fost ministru de Interne în primul guvern Ponta.
După data de 21 decembrie 2012 a fost ministrul apărării naționale în guvernele Ponta 2, 3 și 4. Pe 4 noiembrie 2015 prim-ministrul demisionar Victor Ponta a propus ca Dușa să preia conducerea interimară a guvernului. Președintele Klaus Iohannis nu a acceptat însă propunerea lui Ponta și l-a desemnat prim-ministru interimar pe ministrul educației, Sorin Cîmpeanu.
Înainte de Revoluția din 1989 a avut diferite funcții în Partidul Comunist Român și consiliul popular al orașului Toplița: șef serviciu în perioada 1976-1986 și vicepreședinte între 1986 și 1990. Din 1990 până în 1996 a fost viceprimar al orașului Toplița, iar din 1996 a devenit membru PDSR și primar al orașului Toplița. Din anul 2001 a fost prefect al județului Harghita, iar în anii 2004 și 2008 a fost ales de deputat de Harghita din partea PSD. În 10 decembrie 2019 a demisionat din funcția de prefect al județului Mureș.